# Gamestorming

Le gamestorming est un ensemble de pratiques réalisées dans le but de faciliter l'innovation dans le monde des affaires. Un animateur dirige un groupe vers un objectif au moyen d'un jeu structuré, qui offre la possibilité de penser librement, même de façon ludique. 
Le mot gamestorming, en tant que néologisme, est un mot-valise suggérant d'utiliser le jeu pour le brainstorming. 
Un jeu peut être considéré comme une alternative à la réunion de travail habituelle. La plupart des jeux impliquent de 3 à 20 personnes et durent de 15 minutes à une heure et demie. Un jeu met entre parenthèses certaines des conventions de vie habituelles et les remplace par un nouvel ensemble de règles d'interaction. Les jeux peuvent nécessiter quelques accessoires tels que des notes autocollantes, du papier grand format, des marqueurs ou des objets provoquant la réflexion. Les compétences de gamestorming incluent le questionnement (introduction, navigation, examen, expérimentation, conclusion), la structuration de grands diagrammes, la mise en croquis d'idées, de mots et d'images, et, surtout, l'improvisation pour choisir et diriger un jeu approprié ou en inventer un nouveau[réf. nécessaire]. 
Le gamestorming est utilisé dans les domaines de la conception interactive et l'expérience utilisateur, et le marketing des médias sociaux, et référencé dans l'innovation, le développement de produits et la prise de notes visuelle. 